# Кемсиюрт
Кемсиюрт (чечен. Кемси-Йурт) — село в Хасавюртовском районе Дагестана Россия. Входит в Новосельский сельсовет.

## Географическое положение
Село расположено к северо-западу от районного центра города Хасавюрт.
Ближайшие населённые пункты: на севере — село Октябрьское, на северо-востоке — село Ново-Гагатли, на северо-западе — село Акбулатюрт, на юге — село Аксай, на востоке — посёлок Новосельское.

## Название
Прежнее названия населённого пункта Керла-Бахам с чеченского переводится как Новое имущество или Новое богатство. Кемсиюрт с чеченского языка переводится как Виноградное село кемс виноград юрт село.

## История
Населённый пункт возник в начале 1930-х годов как одно из отделений хлопкводческого совхоза «Аксай» (в начале это было первое отделение, затем второе). В 1960 году 2-е отделение совхоза Аксай было назначено местом вселения возвращающихся из депортации чеченцев, в основном это были бывшие жители села Юрт-Аух.
В 1986 году указом ПВС РСФСР утверждено произведенное Президиумом Верховного Совета Дагестанской АССР наименование населённого пункта, возникшего на территории Новосельского сельсовета Хасавюртовского района, селение Кемсиюрт.

## Население
| 1939 | 1970 | 1989 | 2002 | 2010 | 2021 |
| ---- | ---- | ---- | ---- | ---- | ---- |
| 163  | ↗952 | ↘216 | ↗562 | ↗570 | ↗642 |

По данным Всероссийской переписи населения 2010 года:
| № | Национальность | Численность, чел. | Доля |
| - | -------------- | ----------------- | ---- |
| 1 | чеченцы        | 544               | 95 % |
| 2 | аварцы         | 22                | 4 %  |
| 3 | другие         | 4                 | 1 %  |